# Dynastidae
Dynastidae är en familj av skalbaggar. Dynastidae ingår i överfamiljen Scarabaeoidea, ordningen skalbaggar, klassen egentliga insekter, fylumet leddjur och riket djur. Enligt Catalogue of Life omfattar familjen Dynastidae 1864 arter. 

## Bildgalleri

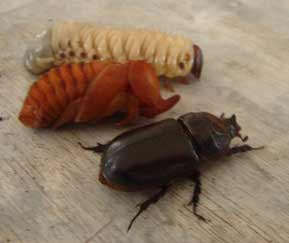
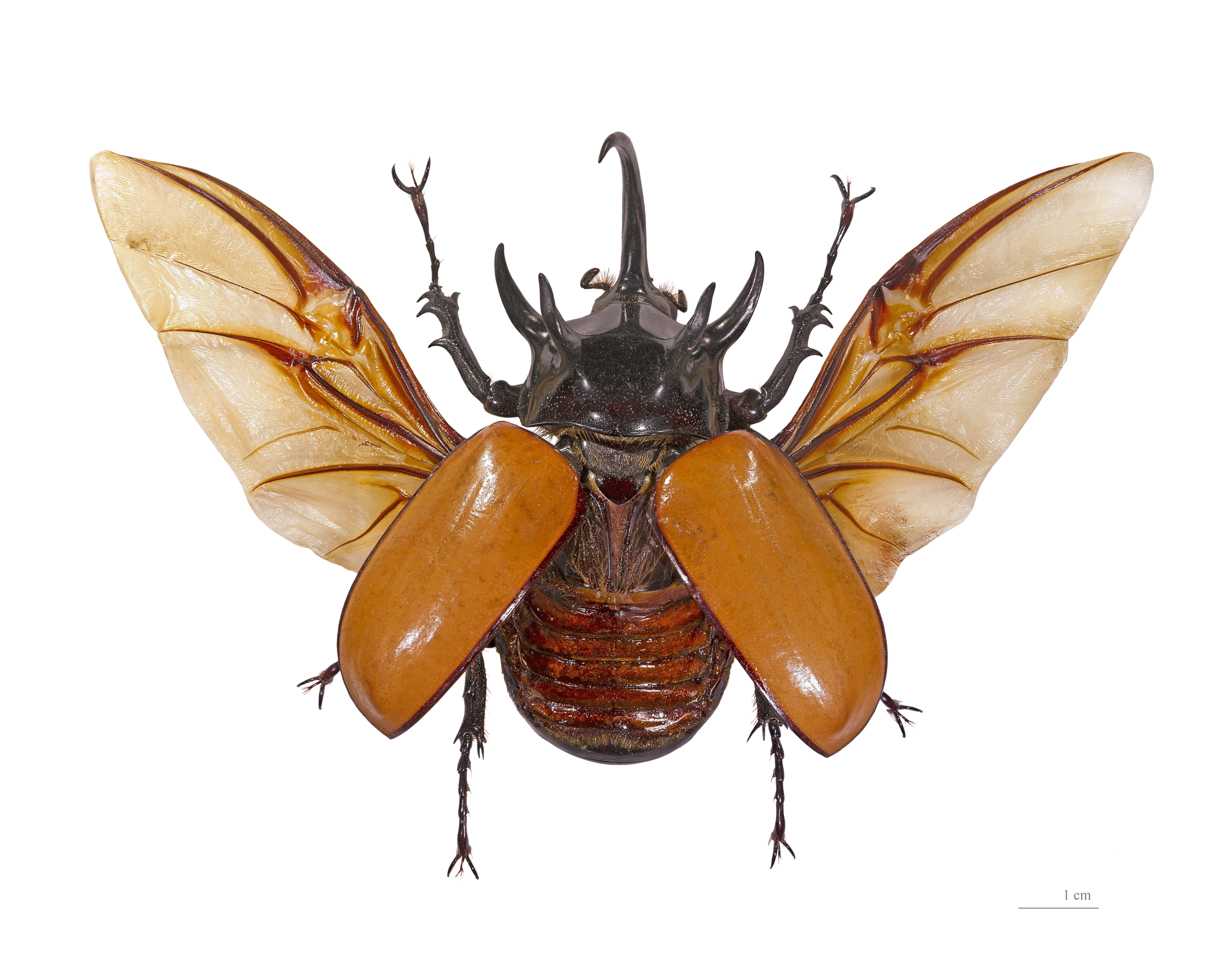
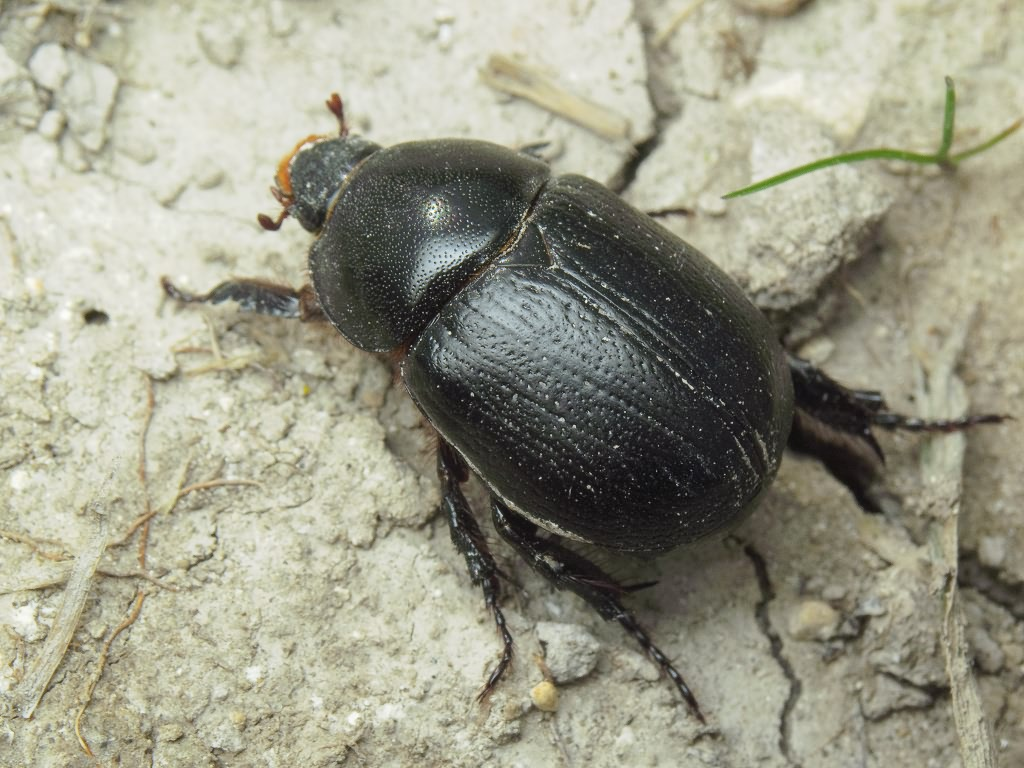

## Dottertaxa till Dynastidae, i alfabetisk ordning[1]
- Aceratus
- Acrobolbia
- Actinobolus
- Adoryphorus
- Aegopsis
- Agaocephala
- Alissonotum
- Allomyrina
- Allophileurinus
- Amblyodus
- Amblyoproctus
- Ampotis
- Ancognatha
- Anomalomorpha
- Anomocaulus
- Anoronotum
- Antodon
- Aphonides
- Aphonodelus
- Aphonus
- Archophanes
- Archophileurus
- Arriguttia
- Aspidolea
- Augoderia
- Augosoma
- Barutus
- Beckius
- Blabephorus
- Bothynus
- Brachysiderus
- Calcitoryctes
- Calicnemis
- Callistemonus
- Calypsoryctes
- Carneiola
- Carneodon
- Carneoryctes
- Cavonus
- Caymania
- Ceratophileurus
- Ceratoryctoderus
- Chalcasthenes
- Chalcocrates
- Chalcosoma
- Chalepides
- Cheiroplatys
- Chiliphileurus
- Clyster
- Cnemidophileurus
- Coelosis
- Coenoryctoderus
- Colacus
- Collagenus
- Coptognathus
- Corynophyllus
- Coscinocephalus
- Cryptodus
- Cyclocephala
- Cyphonistes
- Dalgopus
- Dasygnathus
- Democrates
- Denhezia
- Dichodontus
- Diloboderus
- Dinoryctes
- Dipelicus
- Dynastes
- Dyscinetus
- Ebolowanius
- Enarotadius
- Endroedianibe
- Enema
- Enracius
- Eophileurus
- Epironastes
- Eremobothynus
- Erioscelis
- Eucopidocaulus
- Euetheola
- Eupatorus
- Eutyctus
- Gibboryctes
- Gillaspytes
- Gnathogolofa
- Golofa
- Goniophileurus
- Gorditus
- Haplophileurus
- Haploscapanes
- Haplosoma
- Harposceles
- Hatamus
- Hemicyrthus
- Hemiphileurus
- Heteroconus
- Heteroglobus
- Heterogomphus
- Heteroligus
- Heteronychus
- Heterostriatus
- Hexodon
- Hiekeianus
- Hispanioryctes
- Homoeomorphus
- Homophileurus
- Hoploryctoderus
- Horridocalia
- Hovophileurus
- Hyboschema
- Hylobothynus
- Hyphoryctes
- Indieraligus
- Irazua
- Licnostrategus
- Ligyrus
- Lonchotus
- Lycomedes
- Macrocyphonistes
- Marronus
- Megaceras
- Megaceropsis
- Megasoma
- Melanhyphus
- Mellissius
- Metanastes
- Metaphileurus
- Microphileurus
- Microryctes
- Mictophileurus
- Mimeoma
- Mitracephala
- Moraguesia
- Musurgus
- Neocnecus
- Neocorynophyllus
- Neodasygnathus
- Neohyphus
- Neonastes
- Neoryctes
- Nephrodopus
- Nimbacola
- Novapus
- Onychionyx
- Orizabus
- Orsilochus
- Orthocavonus
- Oryctes
- Oryctoderinus
- Oryctoderus
- Oryctophileurus
- Oxyligyrus
- Pachyoryctes
- Palaeophileurus
- Papuana
- Paranodon
- Paraphileurus
- Parapucaya
- Pareteronychus
- Parisomorphus
- Paroryctoderus
- Peltonotus
- Pentodina
- Pentodon
- Pentodontoschema
- Pericoptus
- Phileucourtus
- Phileurus
- Philoscaptus
- Phylliocephala
- Phyllognathus
- Pimelopus
- Planophileurus
- Platyphileurus
- Podalgus
- Podischnus
- Prionoryctes
- Prosphileurus
- Pseudocavonus
- Pseudohomonyx
- Pseudoryctes
- Pseudosyrichthus
- Pucaya
- Pycnoschema
- Rhizoplatodes
- Rhizoplatys
- Ruteloryctes
- Scapanes
- Semanopterus
- Siralus
- Spodistes
- Stenocrates
- Strategus
- Surutu
- Syrichthodontus
- Syrichthomorphus
- Syrichthoschema
- Syrictes
- Talautoclyster
- Tehuacania
- Teinogenys
- Temnorhynchus
- Thronistes
- Trichogomphus
- Trioplus
- Trissodon
- Trypoxylus
- Wernoryctes
- Xenodorus
- Xyloryctes
- Xylotrupes